# 용경빈
용경빈(龍慶斌, 1979년 12월 25일 ~ )은 대한민국 前 EBS 아나운서이다.

## 이력
신장은 180cm이고 체중은 75kg인 그는 2005년 12월 MBC 문화방송 시사 캐스터 첫 입문하였다.

### 주요 경력
- 2005년 12월 MBC 문화방송 특채 시사 캐스터.
- 2006년 3월 국방TV 특채 시사 캐스터.
- 2006년 12월 부동산TV 공채 1기 아나운서.
- 2008년 2월 TBS 교통방송 공채 19기 아나운서 이적.
- 2011년 12월 채널A 특채 1기 아나운서 이적.
- 2012년 5월 EBS 한국교육방송공사 공채 5기 아나운서 이적.
- 2014년 11월 EBS 한국교육방송공사 아나운서 사퇴 이후 프리랜서 선언.

## 학력
- 대청중학교 졸업
- 단국대학교 사범대학 부속고등학교 졸업
- 중앙대학교 수학과 학사

## 진행 프로그램

### TV 프로그램
- 《성공! 인생 후반전》
- 《EBS 뉴스 12》(2022년 2월 28일 ~ 현재)
- 《EBS 뉴스》(2012년 7월 23일 ~ 2022년 3월 4일)
- 《통일의 길》
- 《통일 미리보기》
- 《MTN 머니 투데이 건강 주치의 퀴즈 Q》